# Bársony Irén
Bársony Irén névvariánsok: Bukovics, Bukovits, Bársony-Bukovits (1942–1999) magyar színésznő.

## Életpályája
Színészi pályája Szolnokon indult 1957-ben, még Bukovics Irénként, ahol először Lehár Ferenc: A mosoly országa című operettjében Finit alakította. 1960-tól az Állami Déryné Színház színésznője volt, ekkor Bársony-Bukovits Irénként olvashatták a nevét a címlapokon. 1961-től a Vidám Színpad tagja lett, itt már Bársony Irén néven szerepelt. Romhányi József és Kósa András mellett, közreműködött Alfonzó Nekem teljesen mindegy! című önálló estjén, amelynek előadásai a Bartók Teremben voltak. Színházi munkái mellett fotómodellként is foglalkoztatták, és feltűnt filmekben is. 1963. november 30-án házasságot kötött Albert Flórián labdarúgóval. Az esküvő társadalmi esemény volt, melynek egyházi része a budapesti Szent István-bazilikában zajlott. Két gyermekük született, mindketten ismert sportolók lettek: Magdolna (1964) kézilabdázó és Flórián (1967) válogatott labdarúgó. Bársony Irén gyermekei születésekor színészi pályáját megszakította, életét a családjának szentelte. 1999-ben hunyt el és az Óbudai temetőben helyezték végső nyugalomra.

## Színházi szerepeiből
- Abay Pál: A szerelem mellékes... Második nő
- Rónai Miklós: Legfeljebb válunk... Ágnes
- Feleki László: Jó éjszakát felnőttek, a Holdban vagytok már?... Stewardess
- Dobozy Imre – Boross Elemér: Váci utca... Teca
- Nagy Endre: A miniszterelnök... Második komorna
- Victorien Sardou–Émile de Najac: Váljunk el!... Josephine, a szobalány
- Baróti Géza – Garai Tamás: Jaj a mama... Lili
- Kállai István: Majd a papa... Ili
- Edmond Rostand: Cyrano de Bergerac... Cukrászlány
- Lehár Ferenc: A mosoly országa... Fini
- Ábrahám Pál: Hawaii rózsája... Raka
- Jacobi Viktor: Leányvásár... Lissy
- Nekem teljesen mindegy! (Alfonzó önálló estje)... szereplő
- Fiatalság nem bolondság (kabaré)... szereplő
- Bohózat-album (kabaré)... szereplő
- Budapest 11 óra (kabaré)... szereplő
- Ez is csak nálunk lehet (kabaré)... szereplő
- Fiatalok és öregek (kabaré)... szereplő
- Fiatalság nem bolondság (kabaré)... szereplő
- Kimegyünk az életbe (kabaré)... szereplő
- Már egyszer tetszett (kabaré)... szereplő
- Micsoda emberek vannak! (kabaré)... szereplő
- Mindent egy helyen (kabaré)... szereplő
- Nem félünk a tv-től (kabaré)... szereplő
- Utazás a viták körül (kabaré)... szereplő
- Vidám kínpad (kabaré)... szereplő
- Vigyázat, utánozzák! (kabaré)... szereplő

## Filmek, tv
- Katonazene (1961)... Palatinszky lánya
- Fedezzük fel Pestet! (1962)
- Legenda a vonaton (1962)[5]
- Nem értem a nőket (1963)